# Autodromo Nazionale Franco di Suni
Das Autodromo Nazionale Franco di Suni, auch bekannt als Autodromo di Mores, ist eine permanente Motorsport-Rennstrecke in der italienischen Ortschaft Su Sassu nahe der Gemeinde Mores in der Metropolitanstadt Sassari auf Sardinien.

## Geschichte

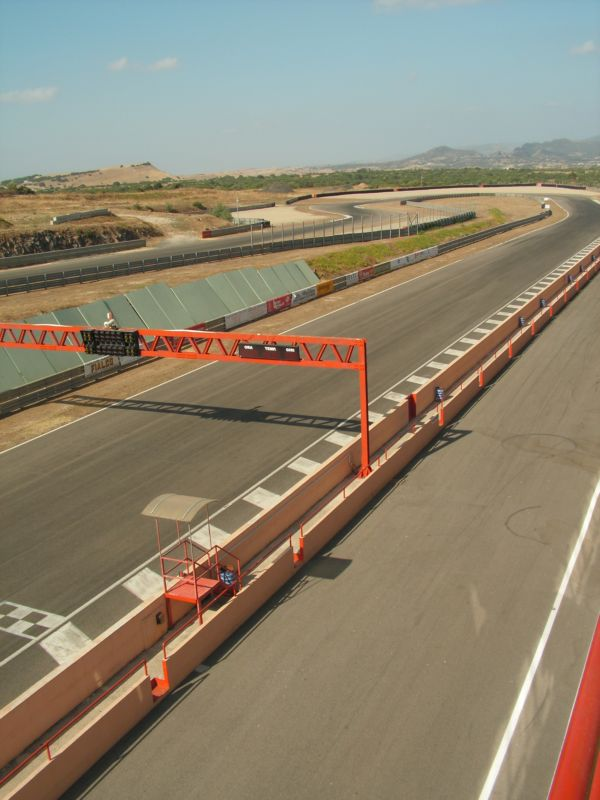
Start-Ziel-Gerade und erste Kurve des Autodromo di Mores

Die Rennstrecke wurde von Pier Luigi De Biasio nach den Ideen vom italienischen Rennfahrer Uccio Magliona entworfen. Baubeginn der Rennstrecke war der 15. Juli 2000, die Eröffnung fand am 15. März 2003 statt. Die Rennstrecke ist nach Marchese Franco di Suni, langjähriger Präsident des Automobile Club Sassari, benannt.
Verschiedene Anläufe, die Strecke im Norden des Geländes auf eine Länge von bis zu 3 km zu erweitern, scheiterten bislang.

## Streckenbeschreibung
Die aus lediglich einer Streckenvariante bestehende Rennstrecke wird entgegen dem Uhrzeigersinn befahren, ist 1.650 Meter lang und 12 bis 14 Meter breit. Sie besitzt 9 Kurven, davon 5 nach links und 4 nach rechts. Die nationale Streckenhomologation weist eine Streckenkapazität von 24 Motorräder oder 20 Automobile pro Wettbewerb auf.

## Veranstaltungen
Auf der Rennstrecke finden nationale Automobil- und Motorrad Meisterschaftsläufe statt, die Rennstrecke ist beliebter Abschnitt von verschiedenen Rallyes und Veranstaltungsort für Trackdays. Daneben werden auch Fahrertrainings und Sicherheitsschulungen auf der Strecke absolviert.

## Sonstiges
Die Strecke ist eine von 2 aktiven Motorsportanlagen auf Sardinien. Sie ist dabei etwas länger als die nur 1200 m lange Pista di Tramatza bei Tramatza im Westen Sardiniens.